# 下鴨東通
下鴨東通（しもがもひがしどおり）は京都市左京区の南北の通りの一つ。高野川の西岸を河合橋西詰から北へ馬橋まで。沿道は住宅街である。
地元では、下鴨神社境内の近くを流れる泉川に因み「泉川通」と呼ぶこともある

## 沿道の主な施設
- 叡山電鉄・京阪電気鉄道 - 出町柳駅 河合橋東詰
- 京都家庭裁判所 葵橋東詰
- 下鴨神社
- 京都市立下鴨中学校
- 松ヶ崎浄水場